# モノナ郡 (アイオワ州)
モノナ郡（英: Monona County）は、アメリカ合衆国アイオワ州の西部に位置する郡である。2010年国勢調査での人口は9,243人であり、2000年の10,020人から7.8％減少した。郡庁所在地はオンアワ市（人口2,998人）であり、同郡で人口最大の都市でもある。

## 歴史
モノナ郡は1851年に設立された。郡名はインディアンの言葉で「美しい谷」を意味するものと考えられている。

## 地理
アメリカ合衆国国勢調査局に拠れば、郡域全面積は698.85平方マイル (1,810.0 km2)であり、このうち陸地693.12平方マイル (1,795.2 km2)、水域は5.73平方マイル (14.8 km2)で水域率は0.82％である。

### 主要高規格道路
- 州間高速道路29号線
- アメリカ国道37号線
- アイオワ州道141号線
- アイオワ州道175号線
- アイオワ州道183号線

### 隣接する郡
- ウッドベリー郡 - 北
- クロウフォード郡 - 東
- ハリソン郡 - 南
- バート郡 (ネブラスカ州) - 南西
- サーストン郡 (ネブラスカ州) - 西

## 人口動態

### 2010年国勢調査
以下は2010年国勢調査による人口統計データである。
基礎データ
- 人口: 9,243人
- 人口密度: 5人/km2（13人/mi2）
- 住居数: 4,697軒
- 使用住居: 4,050軒[6]

### 2000年国勢調査

2000人口ピラミッド

以下は2000年国勢調査による人口統計データである。
| 基礎データ - 人口: 10,020人 - 世帯数: 4,211 世帯 - 家族数: 2,737 家族 - 人口密度: 6人/km2（14人/mi2） - 住居数: 4,660軒 - 住居密度: 3軒/km2（7軒/mi2） 人種別人口構成 - 白人: 98.34% - アフリカン・アメリカン: 0.08% - ネイティブ・アメリカン: 0.76% - アジア人: 0.12% - 太平洋諸島系: 0.04% - その他の人種: 0.08% - 混血: 0.58% - ヒスパニック・ラテン系: 0.70% 年齢別人口構成 - 18歳未満: 23.2% - 18-24歳: 6.2% - 25-44歳: 23.3% - 45-64歳: 23.3% - 65歳以上: 23.9% - 年齢の中央値: 43歳 - 性比（女性100人あたり男性の人口） - 総人口: 94.2 - 18歳以上: 90.5 | 世帯と家族（対世帯数） - 18歳未満の子供がいる: 26.7% - 結婚・同居している夫婦: 54.5% - 未婚・離婚・死別女性が世帯主: 7.1% - 非家族世帯: 35.0% - 単身世帯: 31.0% - 65歳以上の老人1人暮らし: 17.5% - 平均構成人数 - 世帯: 2.31人 - 家族: 2.88人 収入と家計 - 収入の中央値 - 世帯: 33,235米ドル - 家族: 41,172米ドル - 性別 - 男性: 27,349米ドル - 女性: 19,607米ドル - 人口1人あたり収入: 17,477米ドル - 貧困線以下 - 対人口: 9.4% - 対家族数: 6.6% - 18歳未満: 8.9% - 65歳以上: 9.5% |

## 都市と町
| - オンアワ - 郡庁所在地 - ブレンコー - カスタナ - メイプルトン - ムーアヘッド | - ロドニー - ソルジャー - ターリン - ユト - ホワイティング |

### 郡区
- アシュトン郡区
- ベルヴィデアー郡区
- センター郡区
- クーパー郡区
- フェアビュー郡区
- フランクリン郡区
- グラント郡区
- ジョルダン郡区
- ケネベック郡区
- レイク郡区
- リンカーン郡区
- メイプル郡区
- セントクレア郡区
- シャーマン郡区
- スー郡区
- ソルジャー郡区
- スプリングバレー郡区
- ウェストフォーク郡区
- ウィロー郡区